# Usporedna religija
Usporedna, poredbena ili komparativna religija, grana je religiologije koja se bavi sustavnim uspoređivanjem doktrina i praksi svjetskih religija. Usporedna studija religije daje dublje razumijevanje osnovnih filozofskih pitanja religije kao što su: etika, metafizika, priroda i oblici spasenja. Proučavanje takvog materijala olakšava šire i sofisticiranije razumijevanje ljudskih vjerovanja i praksi u pogledu svetoga, nadahnujućega, duhovnoga i božanskoga.
U području komparativne religije, ustaljena zemljopisna rasporedba glavnih svjetskih religija razlikuje skupine kao što su: religije Bliskoga Istoka (uključujući iranske religije), indijske religije, istočnoazijske religije, afričke religije, američke religije, oceanske religije i klasične helenističke religije.
Al-Biruni i Ibn Hazm iz islamskoga zlatnoga doba uspoređivali su studije religijskoga pluralizma i njihova djela značajna su u područjima teologije i filozofije. Društveni znanstvenici u 19. stoljeću bili su vrlo zainteresirani za usporednu i „primitivnu” religiju kao što se to vidi u djelima Maxa Müllera, Maxa Webera, Jamesa Georgea Frazera i dr.